# Brushford (Somerset)
Brushford is een civil parish in het bestuurlijke gebied Somerset West and Taunton, in het Engelse graafschap Somerset met 519 inwoners.